# Heure d'Europe de l'Ouest
 (août 2024).
| Bleu clair | Heure d'Europe de l'Ouest / Temps moyen de Greenwich (UTC)                                     |
| Bleu       | Heure d'Europe de l'Ouest / Temps moyen de Greenwich (UTC)                                     |
| Bleu       | Heure d'été d'Europe de l'Ouest / Heure d'été du Royaume-Uni / Heure normale d'Irlande (UTC+1) |
| Rouge      | Heure normale d'Europe centrale (UTC+1)                                                        |
| Rouge      | Heure d'été d'Europe centrale (UTC+2)                                                          |
| Jaune      | Heure normale d'Europe de l'Est / Heure de Kaliningrad (UTC+2)                                 |
| Ocre       | Heure normale d'Europe de l'Est (UTC+2)                                                        |
| Ocre       | Heure d'été d'Europe de l'Est (UTC+3)                                                          |
| Vert       | Heure de Moscou / Heure en Turquie (UTC+3)                                                     |
| Turquoise  | Heure en Arménie / Heure en Azerbaïdjan / Heure en Géorgie (UTC+4)                             |

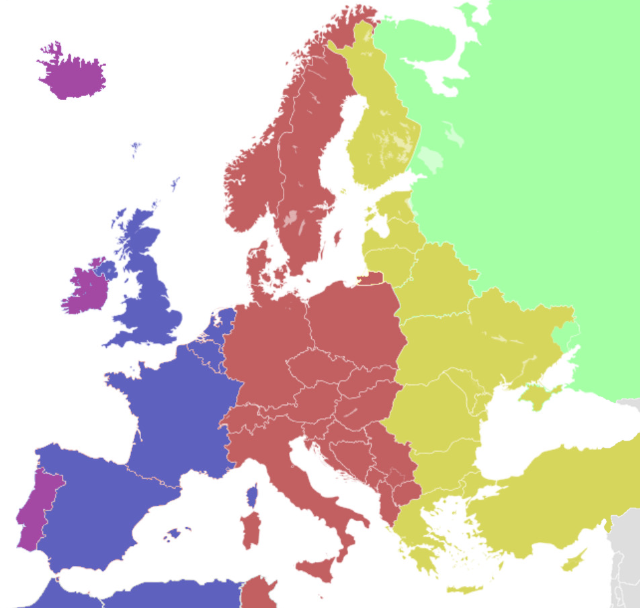
Fuseaux horaires hypothétiques en Europe si chaque pays appliquait systématiquement l’horaire solaire de là où se trouve la partie principale du pays.

L'heure d'Europe de l'Ouest, est l'un des noms du fuseau horaire UTC+0, sans décalage par rapport au temps universel coordonné. Elle est souvent abrégée en WET, abréviation de l’expression anglaise Western European Time.
Il est utilisé comme heure légale par certains pays d'Afrique et d'Europe de l'Ouest pendant tout ou partie de l'année. 
La plupart des pays qui appliquent l'heure d'été utilisent le Western European Summer Time — UTC+1 —  pendant les mois correspondants).
L'heure d'Europe de l'Ouest est parfois, mais très improprement, appelée heure moyenne de Greenwich (Greenwich Mean Time), même si ce terme correspond plus à la mesure du temps au méridien de Greenwich plutôt qu'à un fuseau horaire. 
Dans la désignation alphabétique des fuseaux horaires, il est attribué la lettre Z (zulu en alphabet radio), c'est pourquoi il porte également le nom de Zulu Time.

## Pays concernés
- Les pays et territoires suivants utilisent le WET pendant toute l'année :
  -  Norvège : Île Bouvet
  -  Burkina Faso
  -  Côte d'Ivoire
  -  Gambie
  -  Ghana
  -  Groenland : région de Danmarkshavn, au Nord-Est
  -  Guinée
  -  Guinée-Bissau
  -  Islande
  -  Liberia
  -  Mali
  -  Mauritanie
  -  Royaume-Uni : Île Sainte-Hélène
  -  Sao Tomé-et-Principe
  -  Sénégal
  -  Sierra Leone
  -  Togo

- Les pays et territoires suivants utilisent le WET pendant l'heure d'hiver dans l'hémisphère nord, généralement entre le dernier dimanche d'octobre à 1 h UTC et le dernier dimanche de mars à 1 h UTC :
  -  Îles Canaries
  -  Îles Féroé
  -  Irlande
  -  Portugal (métropolitain et Madère, pas les Açores)
  -  Royaume-Uni